# Věra Binarová
Věra Binarová je česká violistka.

## Studium
Po absolvování Konzervatoře Pardubice a Hudební fakulty AMU v Praze si své hudební vzdělání doplnila na Hochschule für Muzik ve Vídni u prof. Siegfieda Fühlingera a soukromým studiem u prof. Marie Hlouňové. Účastnila se interpretačních kurzů v německém Iserlohnu a působila také v orchestru Nadace Yehudi Menuhina.

## Spolupráce s orchestry
Talichův komorní orchestr, Symfonický orchestr Českého rozhlasu, Západočeský symfonický orchestr Mariánské Lázně, Český národní symfonický orchestr, Barocco sempre giovane, Kvarteto Jupiter, Capella Sancta Caecilia Czech virtuosi, Státní filharmonie Košice